# ولکی تینک
ولکی تینک (به چکی: Velký Týnec) یک منطقهٔ مسکونی در جمهوری چک است که در Olomouc District واقع شده‌است.

## خصوصیات
ولکی تینک ۲۰٫۶ کیلومترمربع مساحت و ۲٬۶۳۸ نفر جمعیت دارد و ۲۴۴ متر بالاتر از سطح دریا واقع شده‌است.